# La Población
La Población é uma comuna da província de Córdoba, na Argentina.